# Amir Abdou
Amir Abdou (ur. 8 lipca 1972 w Marsylii) – francusko-komoryjski trener piłkarski. Od 2022 jest selekcjonerem reprezentacji Mauretanii i klubu FC Nouadhibou.

## Kariera trenerska
Swoją karierę trenerską Abdou rozpoczął w od prowadzenia klubu Entente Golfech w latach 2012-2014. W 2014 roku został selekcjonerem reprezentacji Komorów, z którą awansował na Puchar Narodów Afryki 2021. Na tym turnieju reprezentacja Komorów odpadła w 1/8 finału po porażce 1:2 z Kamerunem. Międzyczasie w 2021 roku został trenerem mauretańskiego klubu FC Nouadhibou. 3 marca 2022 został selekcjonerem reprezentacji Mauretanii.